# Martha McCabe
Martha McCabe, född 4 augusti 1989, är en kanadensisk simmare.
McCabe tävlade för Kanada vid olympiska sommarspelen 2012 i London, där hon slutade på femte plats i finalen på 200 meter bröstsim.  Vid olympiska sommarspelen 2016 i Rio de Janeiro blev McCabe utslagen i försöksheatet på 200 meter bröstsim.